# Pseudochromis dilectus
Pseudochromis dilectus är en fiskart som beskrevs av Lubbock, 1976. Pseudochromis dilectus ingår i släktet Pseudochromis och familjen Pseudochromidae. Inga underarter finns listade i Catalogue of Life.